# 코무네로스 반란

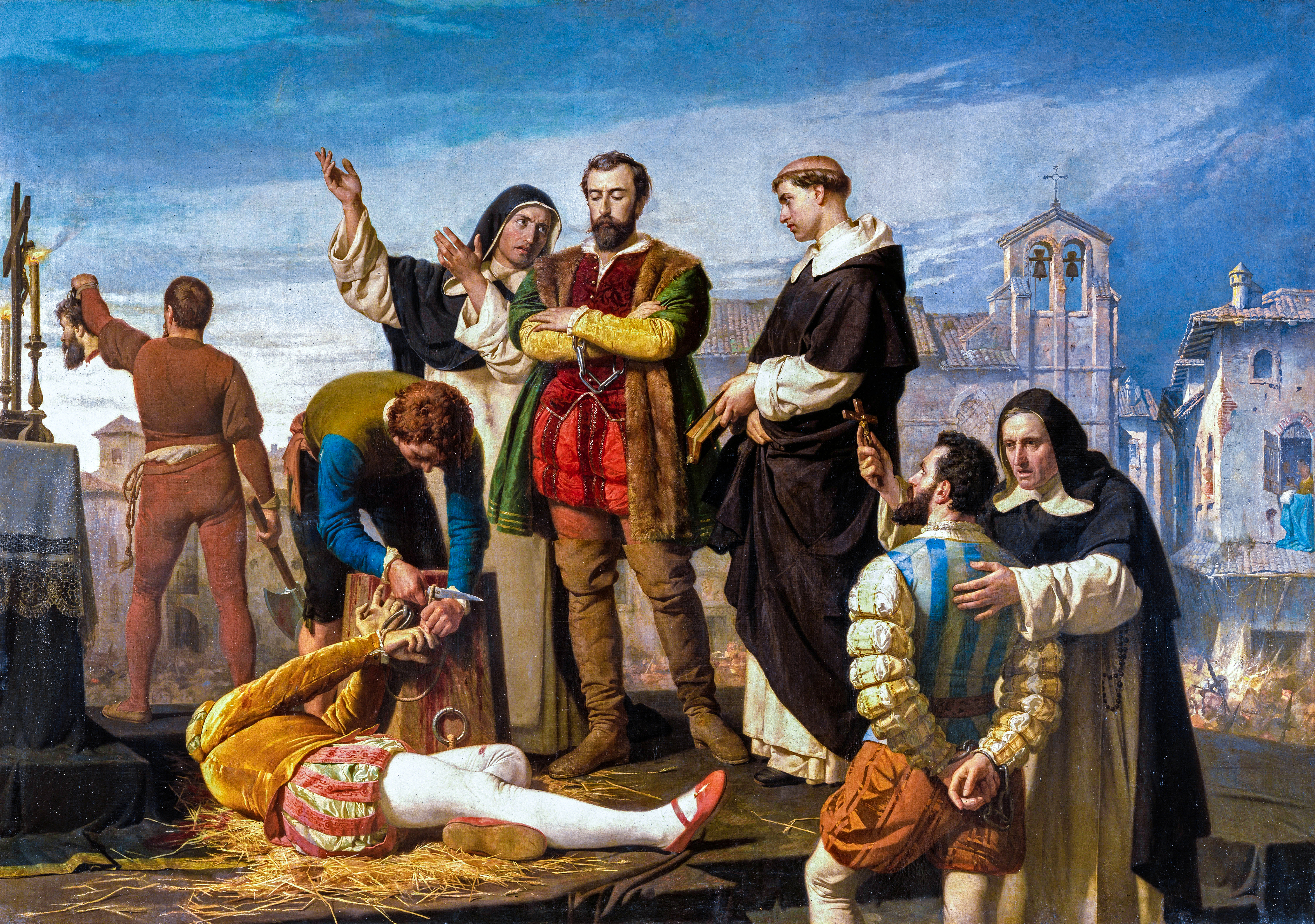
The Execution of the Comuneros of Castile (1860)

코무네로스 반란(스페인어: Guerra de las Comunidades de Castilla, "카스티야 공동체 전쟁")은 1520년에서 1521년 사이에 카를로스 1세와 그의 통치에 반대하는 카스티야 연합왕국 시민들의 봉기였다. 반군은 바야돌리드, 토르데시야스, 톨레도 도시를 통치하면서 카스티야의 중심부를 장악했다.
이 반란은 1504년 이사벨 1세 여왕이 사망한 후 카스티야 왕실의 정치적 불안으로 인해 발생했다. 이사벨라의 딸 후아나가 왕위를 계승했다. 후아나의 정신적 불안정으로 인해 카스티야는 귀족들과 그녀의 아버지인 아라곤의 페란도 2세가 섭정으로 통치하게 되었고, 후아나는 감금되었다. 1516년 페르난도가 죽은 후, 후아나의 16세 아들 카를은 카스티야와 아라곤의 공동 군주로 선포되었다. 후아나는 아라곤의 여왕으로도 성공했지만 자신의 아들과 함께 공동 섭정하는 동안 그녀는 갇혀있었다.
카를로스는 카스티야에 대한 지식이 거의 없는 네덜란드에서 자랐다. 그는 1517년 10월 플랑드르 귀족과 성직자들의 대규모 수행단과 함께 스페인에 도착했다. 이러한 요인들은 새로운 왕과 그들의 권력과 지위에 대한 위협을 볼 수 있는 카스티야 사회 엘리트들 사이에 불신을 가져왔다.
1519년 카를은 신성 로마 황제로 선출되었다. 그는 1520년에 독일로 떠났고, 그의 부재로 인해 네덜란드인 위트레흐트의 아드리안 추기경이 카스티야를 통치하게 되었다. 곧 도시에서 일련의 반정부 폭동이 일어났고 지방 시의회(Comunidades)가 권력을 잡았다. 반란군은 찰스의 광기를 통제할 수 있기를 바라면서 찰스의 어머니인 조안나 여왕을 대체 통치자로 선택했다. 반란 운동은 급진적인 반봉건적 차원을 취하여 지주 귀족에 대한 농민 반란을 지원했다. 거의 1년 간의 반란 끝에 1521년 4월 23일, 재조직된 황제의 지지자들은 빌라라르 전투에서 코무네로스에게 치명적인 타격을 입혔다. 다음날 반군 지도자 후안 로페스 데 파디야, 후안 브라보, 프란시스코 말도나도가 참수당했다. 코무네로스의 군대는 무너졌다. 오직 톨레도 시만이 마리아 파체코가 이끄는 반란을 1521년 10월 항복할 때까지 유지했다.
혁명의 성격은 역사학적인 논쟁의 문제이다. 일부 학자에 따르면, 이 반란은 특히 사회적 불의에 반대하는 반귀족적 정서와 민주주의와 자유라는 이상에 기초를 두고 있었기 때문에 최초의 현대 혁명 중 하나였다. 다른 사람들은 그것을 높은 세금과 인식된 외국 통제에 대한 보다 전형적인 반란이라고 생각한다. 19세기부터 이 반란은 다양한 스페인 사람들, 즉 일반적으로 이 반란에서 정치적 영감을 얻은 자유주의자에 의해 신화화되었다. 보수적 지식인들은 전통적으로 반란에 대해 더욱 친제국적 입장을 취해 왔으며, 코무네로들의 동기와 정부 모두에 대해 비판적이었다. 프랑코의 독재가 끝나고 카스티야이레온주의 자치체가 설립되면서 코무니다데스에 대한 긍정적인 기념이 커졌다. 4월 23일은 현재 카스티야와 레온의 날로 기념되고 있으며, 이 사건은 카스티야 민족주의에서 자주 언급된다.

## 같이 보기
- 이탈리아 전쟁 (1521년~1526년)
- 나바라 정복